# Duathlon ai Giochi mondiali 2025
Le competizioni di duathlon ai Giochi mondiali 2025 si sono svolte dal 14 al 17 agosto 2025 presso il Lago Xinglong di Chengdu, in Cina.

## Podi
| Specialità                 | Oro                                     | Argento                                        | Bronzo                             |
| Gara maschile (dettagli)   | Benjamin Choquert                       | Arnaud De Lie                                  | Vincent Bierinckx                  |
| Gara femminile (dettagli)  | Anahí Álvarez                           | María Varo                                     | Jeanne Dupont                      |
| Staffetta mista (dettagli) | Spagna María Varo Javier Martín Morales | Paesi Bassi Aline Kootstra Valentin van Wersch | Belgio Jeanne Dupont Arnaud De Lie |

## Medagliere
| Posiz. | Nazione     | Oro | Argento | Bronzo | Totale |
| ------ | ----------- | --- | ------- | ------ | ------ |
| 1      | Spagna      | 1   | 1       | 0      | 2      |
| 2      | Francia     | 1   | 0       | 0      | 1      |
| 2      | Messico     | 1   | 0       | 0      | 1      |
| 4      | Belgio      | 0   | 1       | 3      | 4      |
| 5      | Paesi Bassi | 0   | 1       | 0      | 1      |
| Totale | Totale      | 3   | 3       | 3      | 9      |